# Rakovica (gmina Čajetina)
Rakovica (cyr. Раковица) – wieś w Serbii, w okręgu zlatiborskim, w gminie Čajetina. W 2011 roku liczyła 60 mieszkańców.